# 周培
周培（?—?），直隶乐亭县人，清朝政治人物、進士出身。
光绪二十年甲午科（1894年），登進士。同年五月，授内阁中书。